# 崔秉
崔秉（460年—537年），北史因避讳李昞将他改名康，博陵郡安平县（今河北省衡水市安平县）人，出自博陵崔氏的博陵大房，北魏官员。

## 生平
崔秉年轻时就有志气，太和年间为中书学生，出任奉朝请，转任徐州安东府录事参军。阳平王元颐担任定州刺史时，崔秉又担任卫军府录事参军，兼任毋极县县令。当时甄琛是卫军府长史，因为公事和崔秉争吵起来，崔秉用拳击打甄琛，甄琛掉到坐床下。甄琛以崔秉是自己故乡的县长，就一笑而过不和他争论。崔秉的性格豪爽大致就如同这样。
彭城王元勰征讨寿春时，崔秉随行，召集了一些健壮的豪侠之徒做部下。元勰看着崔秉，对身边人说：“我应该把胆量和勇气寄托在这个人身上。”崔秉后来担任司空主簿，转任司空掾、城门校尉、长兼司空司马，又转任司空长史，加辅国将军，外任左将军、广平郡内史，在当地大肆受贿，为清廉的舆论所鄙视。崔秉又回朝担任司徒左长史，很快出任平东将军、光禄大夫，又加安西将军，外任燕州刺史。当时社会动乱，崔秉被杜洛周围困。崔秉坚守一年多，朝廷派遣都督元谭与崔秉的次子崔仲哲前去救援。元谭战败，崔仲哲战死。孝昌二年五月戊申（526年6月5日），崔秉带领城中百姓逃到定州的中山郡，被定罪免官。很快崔秉出任抚军将军，代理相州刺史，转任征东将军、金紫光禄大夫。
孝昌末年，冀州的流民聚集在黄河以外，于是北魏设置了东冀州，任命崔秉为刺史，加征东将军，崔秉没有上任。永安二年（529年），崔秉升任卫将军、右光禄大夫，因为年老患病，上书请求辞职，魏孝庄帝元子攸不同意。元颢攻入洛阳后，崔秉避祸移居到阳武县，后出任散骑常侍、车骑将军、左光禄大夫。太昌元年八月庚寅（532年10月13日），崔秉出任骠骑大将军、仪同三司，仍为散骑常侍、左光禄大夫。崔秉多次以年老患病请求退休，因此在永熙三年（534年）离职。天平四年（537年），崔秉去世，虚岁七十八，朝廷赠予使持节、侍中、都督定瀛沧三州诸军事、骠骑大将军、尚书令、司徒公、定州刺史，谥号靖穆。

## 家族

### 父母
- 崔鉴，北魏奋威将军、东徐州刺史、安平康侯
- 宋氏[10][11]

### 兄弟姐妹
- 崔合，北魏常山郡太守、桐庐县子
- 崔习，北魏河东郡太守
- 崔氏，嫁北魏散骑常侍、征北大将军、定州刺史、钜鹿郡公陆叡

### 夫人
- 荥阳郑氏，北魏卫将军、卫尉少卿、左光禄大夫郑敬叔之女，郑俨的姐妹[12][13]

### 子女
- 崔忻，北魏安远将军、尚书左中兵郎中、尚书左丞
- 崔仲哲，北魏署理宁朔将军、安平忠男
- 崔叔彦，北魏抚军将军
- 崔季通，东魏司农少卿
- 崔季良，北魏中军将军、光禄大夫、蒲阴简男